# Ziying
Ziying, chiń. 子嬰, (zm. w styczniu/lutym 206 p.n.e.) – król Qin, panujący przez 46 dni późnej jesieni roku 207 p.n.e.
Był synem Fusu, najstarszego syna Qin Shi Huanga. Kiedy kanclerz Zhao Gao doprowadził do śmierci Qin Er Shi, następnie obwołał Ziyinga królem Qin. Uzasadniał on rezygnację z tytułu cesarza odpadnięciem od państwa Qin ziem podbitych przez Qin Shi Huanga, co sprawiło, że stał się on bezprzedmiotowy. Ziying nie ufał Zhao Gao, podejrzewając, że ten porozumiał się ze stojącym u wrót kraju Liu Bangiem co do zgładzenia członków rodu Qin, w zamian chcąc samemu przejąć władzę w kraju. Zhao Gao rzeczywiście wysłał posłów, by porozumieć się z Liu Bangiem, ten jednak mu nie ufał. Po naradzie ze swoimi dwoma synami Ziying nie przybył na intronizację do Świątyni Przodków, gdzie spodziewał się zamachu na swoje życie, lecz udał chorobę. Kiedy Zhao Gao przybył do jego osobistych apartamentów Ziying, zabił go albo osobiście, albo za pośrednictwem jednego ze swoich eunuchów. Kazał też zgładzić jego krewnych. Czterdzieści sześć dni po objęciu tronu przez Ziyinga, w miesiącu księżycowym przypadającym na listopad/grudzień, Liu Bang rozbił armię Qin i wkroczył do kraju od południa, wysyłając następnie posłów, by omówili warunki kapitulacji. Według Sima Qiana: "Ziying, z jedwabnym sznurem od królewskiej pieczęci na szyi, jadąc zwykłym wozem ciągnionym przez białe konie i w ręku trzymając pieczęć Syna Niebios oraz insygnia z nefrytu, poddał się w pobliżu miejscowości Zhidao". Liu Bang zachował Ziyinga przy życiu, traktując dobrze także mieszkańców Qin. Jednak w styczniu/lutym 206 roku p.n.e. do Qin wkroczył dowódca Liu Banga, Xiang Yu, który splądrował Xianyang, spalił pałace i zamordował Ziyinga, kończąc tym samym trwające ponad siedem stuleci dzieje państwa Qin.